# Giampietro Domenico Pellegrini
Giampietro Domenico Pellegrini (Brienza, 30 agosto 1899 – Montevideo, 18 giugno 1970) è stato un politico, economista e scrittore italiano, che negli ultimi anni della sua vita si dedicò anche al giornalismo..

## Biografia
Nato Domenico Mario Cesare Giulio Antonio Pellegrini da Benedetto Pellegrini e Maria Benedetta Giampietro, giovanissimo si trasferisce a Caserta dove fonda la legione nazionalista "Sempre pronti". Prende parte alla prima guerra mondiale insieme ad altri ragazzi del '99 come tenente di fanteria e viene decorato con la medaglia d'argento al valor militare. Nel 1922 si iscrisse al Partito Nazionale Fascista e partecipò alla marcia su Roma, che partì da Napoli, legandosi ad alcuni gruppi massonici.
Figura di spicco del fascismo campano (insieme ad Alfredo Rocco, Bruno Spampanato e all'economista Alberto Beneduce), nel 1926 si laureò in giurisprudenza ed esercitò per otto anni la professione di avvocato. Nel 1934 divenne professore universitario di Diritto pubblico comparato e di storia e dottrina del Fascismo a Napoli, e nel corso degli anni trenta ricevette numerosi incarichi di rilievo: fu ad esempio segretario dell'Unione interprovinciale credito e assicurazioni dal 1937 al 1943 e membro della Corporazione previdenza e credito dal 1934 al 1943.
Volontario nella guerra civile spagnola come capitano di fanteria, nel conflitto viene ferito e decorato con due medaglie d'argento al valor militare. Rientrato in Italia è nominato membro del direttorio federale di Napoli e del direttorio nazionale nel 1943, segretario federale di Napoli dal 2 gennaio al 17 febbraio 1943, consigliere nazionale nella Camera dei Fasci e delle Corporazioni e sottosegretario al ministero delle finanze nel 1943, fino al 25 luglio.
Successivamente aderisce alla Repubblica Sociale Italiana, di cui fu Ministro per le Finanze: in questa veste egli costituì nel 1944 la "Brigata Nera", di cui fu anche comandante. Al termine della seconda guerra mondiale fu arrestato e assolto dall'accusa di collaborazionismo col regime nazista. Nel 1949 si trasferisce prima in Brasile, poi in Argentina e in Uruguay dove svolge la professione di banchiere e di direttore della rivista Sintesi.
Tra i suoi scritti, oltre agli Aspetti spirituali del fascismo del 1941 (che si basano su quello che venne definito "misticismo fascista"), ha una notevole importanza L'oro di Salò nel quale Pellegrini Giampietro non solo spiegò il modo con cui diresse l'economia della RSI mantenendo sempre il bilancio statale in attivo (ad esempio nei primi mesi del 1945 fece stampare solo 10,881 milioni di carta moneta rispetto ai 137,840 autorizzati) e pagando gli stipendi ai dipendenti pubblici fino all'ultimo giorno, ma fece anche delle ipotesi su chi si poté appropriare delle ingenti risorse economiche possedute dal governo di Benito Mussolini.

## Fonti
1. ↑  Giampietro Domenico Pellegrini, Camilla Poesio in: Dizionario Biografico degli Italiani - Volume 82 (2015)
2. ↑  Atto di nascita di Domenico Mario Cesare Giulio Antonio Pellegrini, Ufficio di stato civile di Brienza (Potenza)